# Šindlov
Šindlov (německy Schindlau) je malá vesnice, část obce Borová Lada v okrese Prachatice v Jihočeském kraji. Nachází se čtyři kilometry severně od Borových Lad. Je zde evidováno 12 adres. V roce 2011 zde trvale žili čtyři obyvatelé. Současné osídlení je jen zbytkem dřívější vesnice – v roce 1930 zde žilo 96 obyvatel.
Šindlov je také název katastrálního území o rozloze 1,78 km². V jihozápadní části katastru se nachází přírodní památka Pod Šindlovem s porosty chráněného jalovce obecného; ze severozápadní strany k osadě zasahuje přírodní památka Pasecká slať.

## Historie
První písemná zmínka o vesnici pochází z roku 1760.

## Obyvatelstvo
| Rok            | 1869 | 1880 | 1890 | 1900 | 1910 | 1921 | 1930 | 1950 | 1961 | 1970 | 1980 | 1991 | 2001 | 2011 | 2021 |
| -------------- | ---- | ---- | ---- | ---- | ---- | ---- | ---- | ---- | ---- | ---- | ---- | ---- | ---- | ---- | ---- |
| Počet obyvatel | 74   | 84   | 123  | 109  | 93   | 95   | 96   | 26   | 9    | 8    | 12   | 2    | 4    | 4    | 0    |
| Počet domů     | 10   | 13   | 13   | 14   | 13   | 13   | 15   | 20   | 20   | 3    | 4    | 2    | 6    | 6    | 4    |

## Další fotografie

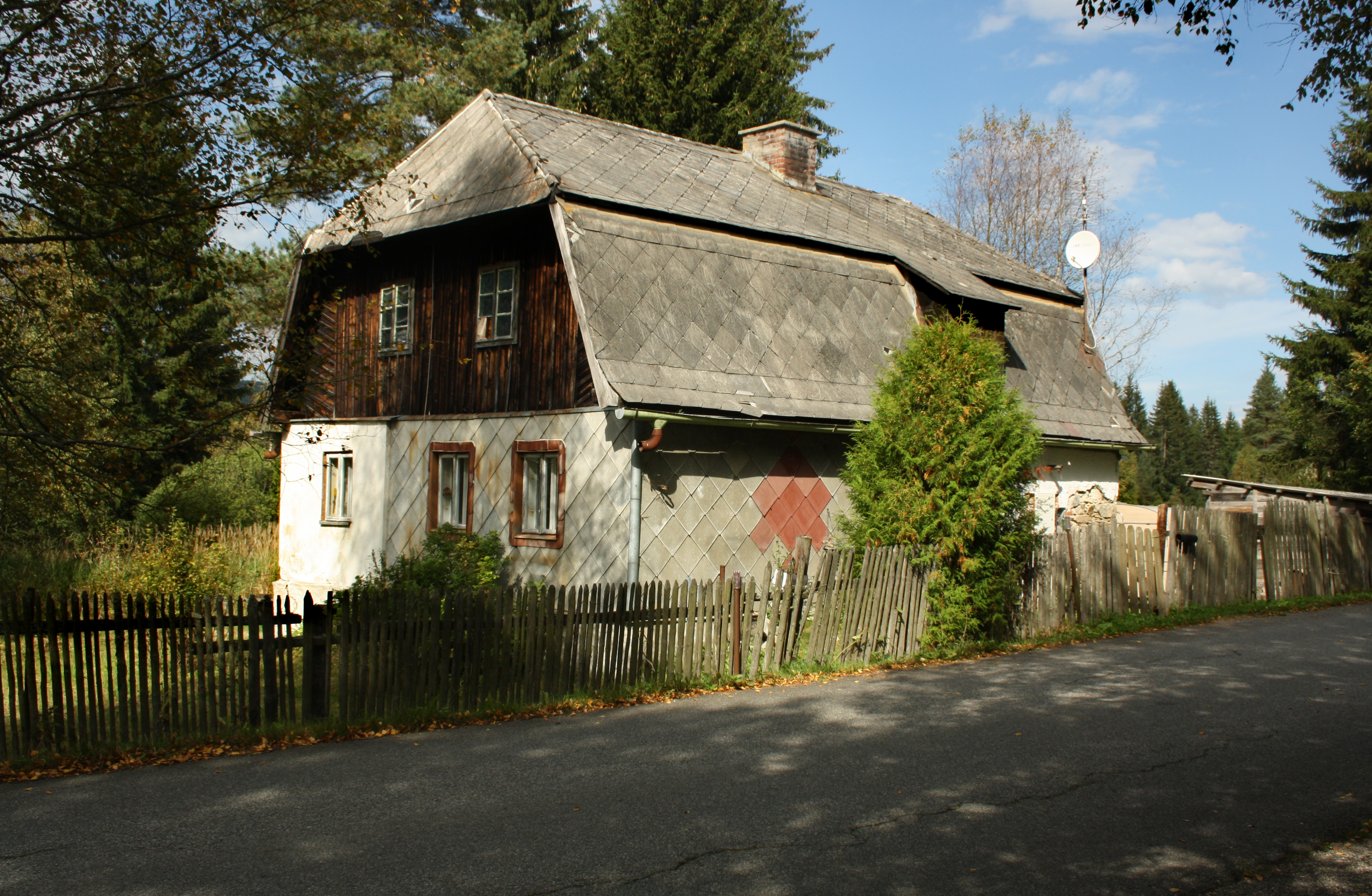
Chalupa u silnice
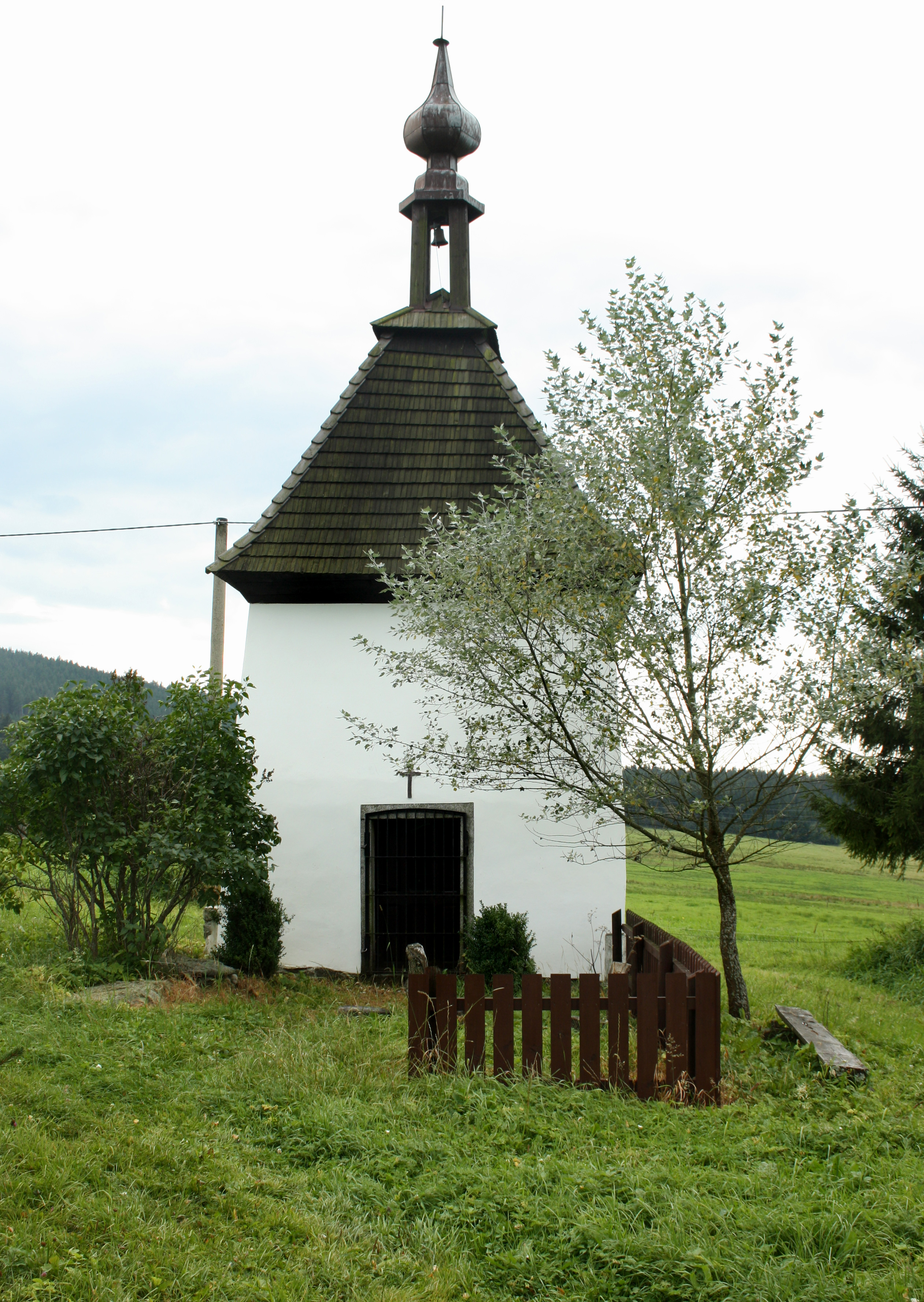
Osamělá kaplička